# Culiseta incidens
Culiseta incidens är en tvåvingeart som först beskrevs av Thomson 1869.  Culiseta incidens ingår i släktet Culiseta och familjen stickmyggor. Inga underarter finns listade i Catalogue of Life.